# At-Tariq
At-Tariq “O Visitante Noturno” (do árabe: الطارق) é a octagéssima sexta sura do Alcorão e tem 17 ayats.